# Agentka o stu twarzach
Agentka o stu twarzach (tytuł oryginalny Alias) – amerykański serial telewizyjny, łączący w sobie gatunki historii szpiegowskich, science-fiction i dramatu obyczajowego. Główną rolę, agentki Sydney Bristow, grała Jennifer Garner, w niemal każdym odcinku podająca się za inną osobę, za każdym razem inaczej przebrana i ucharakteryzowana.
Liczący 105 odcinków serial, emitowany w amerykańskiej telewizji ABC od 30 września 2001 roku do 22 maja 2006 roku, wyświetlały w Polsce TVP1, AXN oraz TVN Siedem.

## Obsada
- Jennifer Garner jako Sydney Bristow
- Michael Vartan jako Michael Vaughn (2001-2005, 2006)
- Victor Garber jako Jack Bristow
- Ron Rifkin jako Arvin Sloane
- Carl Lumbly jako Marcus Dixon
- Kevin Weisman jako Marshall Flinkman
- Bradley Cooper jako Will Tippin (2001-2003)
- Merrin Dungey jako Francie Calfo / Allison Doren (2001-2003)
- Greg Grunberg jako Eric Weiss (2001-2005)
- Lena Olin jako Irina Derevko (2002-2003, 2006)
- David Anders jako Julian Sark (2002-2004)
- Melissa George jako Lauren Reed (2003-2004)
- Mía Maestro jako Nadia Santos (2005)
- Rachel Nichols jako Rachel Gibson (2005-)
- Élodie Bouchez jako Renée Rienne (2005-)
- Balthazar Getty jako Thomas Grace (2005-)
- Amy Acker jako Kelly Peyton
- Gina Torres jako Anna Espinosa